# Наделла, Сатья
Са́тья Нараяна Наде́лла (англ. Satya Narayana Nadella; телугу సత్యనారాయణ నాదెళ్ల; род. 19 августа 1967, Хайдарабад) — американский топ-менеджер индийского происхождения. Генеральный директор компании Microsoft.
Сменил Стива Балмера в 2014 году на посту генерального директора Microsoft и Джона Томпсона в 2021 году на посту председателя. До того как стать генеральным директором, он был исполнительным вице-президентом группы облачных и корпоративных технологий Microsoft, отвечая за создание и эксплуатацию вычислительных платформ компании.

## Ранняя жизнь
Наделла родился в Хайдарабаде, современный штат Телангана, Индия в семье индуистов, говорящих на телугу. Его мать Прабхавати была преподавателем санскрита, а отец, Буккапурам Наделла Югандхар, был чиновником Индийской административной службы.
Наделла посещал государственную школу в Хайдарабаде, а затем получил степень бакалавра в области электротехники в Манипальском технологическом институте в Карнатаке в 1988 году. Затем Наделла отправился в США для получения степени магистра в области компьютерных наук в Университете Висконсин-Милуоки, получив диплом в 1990 году. Позже он получил степень MBA в Школа бизнеса им. Бута в 1997 году.

## Карьера
До прихода в компанию Microsoft в 1992 году Сатья Наделла работал в Sun Microsystems.
В Microsoft Наделла руководил крупными проектами, включавшими переход компании на облачные вычисления и создание одной из крупнейших облачных инфраструктур в мире.
В Microsoft Наделла работал на позиции старшего вице-президента R&D-подразделения онлайн-сервисов, затем стал руководителем бизнес-подразделения и «облачных» сервисов. 4 февраля 2014 года Сатья Наделла был назначен главой корпорации Microsoft, заменив Стива Балмера.
26 сентября 2017 года вышла автобиографическая книга Сатьи Наделлы «Hit Refresh».
В 2019 году принял участие в конференции Бильдербергского клуба.

## Личная жизнь
В 1992 году Наделла женился на Анупаме, дочери коллеги его отца по Индийской административной службе. У супругов трое детей, сын и две дочери, они живут в Клайд-Хилл и Белвью, Вашингтон. Его сын Заин — страдал слепотой и детским церебральным параличом. Заин умер 28 февраля 2022 года в возрасте 26 лет.